# Carcharhinus isodon
Carcharhinus isodon – gatunek dużej drapieżnej ryby chrzęstoszkieletowej z rodziny żarłaczowatych (Carcharhinidae).

## Taksonomia i etymologia
Rekin ten został po raz pierwszy opisany przez francuskiego zoologa Achille Valenciennesa w 1839 roku w publikacji Systematische Beschreibung der Plagiostomen autorstwa Johannesa Petera Müllera i Friedricha Gustava Jakoba Henle jako Carcharias (Aprionodon) isodon. Późniejsi autorzy przenieśli ten gatunek do rodzaju Carcharhinus. Holotypem (okazem typowym) był mierzący 63 centymetry długości młody samiec, wyłowiony najprawdopodobniej u wybrzeży Nowego Jorku. Osobnik ten otrzymał numer katalogowy MNHN 0000-1037 i trafił do zbiorów Muzeum Historii Naturalnej w Paryżu. Nazwa rodzajowa (z greki: κάρχαρος = karcharos – zaostrzony, ῥίς, ῥινός = rhinos – nos) odnosi się do kształtu pyska. Pochodzący z łaciny epitet gatunkowy isodon oznacza "równozębny, równy ząb" i nawiązuje do podobnej ilości zębów w szczęce, jak i żuchwie.

## Filogenetyka i ewolucja
W 1988 roku Leonard Compagno, opierając się na fenetycznych badaniach, umieścił C. isodon w grupie do której zaliczył również żarłacza czarnopłetwego (C. limbatus), C. brevipinna, C. amblyrhynchoides i C. leiodon. Mine Dosay-Abkulut w 2008 roku dzięki analizie rybosomalnego DNA wskazała, że C. isodon jest najbliżej spokrewniony z C. porosus.
Analiza filogenetyczna na podstawie danych allozymowych, opublikowanych przez Gavina Naylora w 1992 roku, wskazuje, że rekin ten tworzy wspólny klad z C. acronotus. Założenie to potwierdziły wyniki badań molekularnych czterech loci mitochondrialnych (COI, NADH-2, CytB, 16S RNA) oraz jednego locus jądrowego (Rag-1), przeprowadzone w 2011 roku przez Ximenę Vélez-Zuazo i Ingi Agnarsson oraz badania Kristofa Veitscheggera z 2013 roku.
Analiza mitochondrialnego locus NADH-2 przeprowadzona w 2012 roku przez Naylora i innych u 14 osobników wyłowionych w wodach Zatoki Meksykańskiej, wykazała, że C. isodon jest taksonem siostrzanym dla kladu, który tworzą Nasolamia velox i C. acronotus. W 2014 Laurie Sorenson z współpracownikami wykazała, że C. isodon oddzielił się od linii acronotus-velox we wczesnym miocenie na przełomie burdygału i langu (16-15 milionów lat temu).

## Występowanie i środowisko
Zamieszkuje wody zachodniego Oceanu Atlantyckiego. W wodach Ameryki Północnej często spotykany od Północnej Karoliny po północne wody Zatoki Meksykańskiej. Czasami zapuszcza się dalej na północ w okolice Nowego Jorku. U wybrzeży Ameryki Centralnej i Południowej jest rzadki, choć możliwe, że południowa populacja jest liczniejsza niż wskazują na to obecne dane. Występuje u wybrzeży Trynidadu, Gujany, w Morzu Karaibskim oraz u wybrzeży południowej Brazylii (od São Paulo po Santa Catarina). Osobniki zamieszkujące północny Atlantyk, Zatokę Meksykańską i południowy Atlantyk należą do trzech osobnych populacji, rzadko mieszając się ze sobą. Starsze podania wskazują, że rekin ten występuje również na wschodzie Atlantyku, u wybrzeży Senegalu i Gwinei Bissau. Prawdopodobnie jednak dane te są wynikiem niepoprawnej identyfikacji innego żarłacza - Carcharinus brevipinna.
Rekin ten często spotykany jest w pobliżu plaż, zatok oraz ujść rzek. Preferuje płytkie przybrzeżne wody o głębokości nie przekraczającej 10 m w lecie oraz nie głębszych niż 20 m w trakcie miesięcy zimowych. C. isodon wypływały niegdyś do rzek na obszarze Teksasu, obecnie na większości z nich zapory uniemożliwiają rekinom podróż w górę rzeki. Populacja zamieszkująca północny Atlantyk odbywa sezonowe migracje. Dorosłe i podrośnięte osobniki wędrują na północ w okolice Karoliny Południowej od końca marca do początku maja, gdy temperatura wody na tym obszarze rośnie do ponad 20*C. Rekiny pozostają na tych akwenach do września lub połowy października i powracają na południe w okolice ku wybrzeża Florydy, gdy temperatura wody zaczyna spadać. Brak informacji na temat migracji populacji zamieszkujących Zatokę Meksykańską i wybrzeża Ameryki Południowej.

## Biologia i ekologia
Młode jak i dorosłe osobniki tworzą duże skupiska. Ten energiczny, szybko pływający drapieżnik żywi się głównie małymi rybami kostnoszkieletowymi. Często wpływa do stref surfowania w ciągu dnia w poszukiwaniu pokarmu. Głównym składnikiem diety tego rekina na północny Atlantyku jest menhaden atlantycki (Brevoortia tyrannus), przy czym u północno-zachodnich wybrzeży Florydy, zarówno młode, jak i dorosłe C. isodon, żywią się tylko tym gatunkiem. Po odgryzieniu głowy, ryba ta połykana jest w całości. Na innych obszarach poluje również na kulbinowate z rodzaju Leiostomus, makrelę hiszpańską (Scomberomorus maculatus), mugilowatate (głównie z rodzaju Mugil) oraz krewetki. W żołądku jednego osobnika odkryto fragmenty młodego Rhizoprionodon terraenovae. Rekin ten mógł paść ofiarą C. isodon lub (co bardziej prawdopodobne) został złowiony jako przyłów przez trawler krewetkowy i wyrzucony martwy za burtę, po czym zjedzony przez inne ryby. Zarówno młode jak i dorosłe osobniki padają ofiarą większych rekinów, takich jak żarłacz ciemnoskóry (C. obscurus). Wśród pasożytów tego gatunku wyróżnia się tasiemce z rzędu Tetraphyllidea (Anthobothrium, Paraorygmatobothrium, Phoreiobothrium i Triloculatum).  Larwy tasiemców bytują się w skorupiakach i rybach kostnoszkieletowych. Po zjedzeniu ich przez rekina tasiemiec rozwija się w formę dorosłą. Tetraphyllidea zagnieżdżają się w zastawce spiralnej serca.